# Alan (nombre)
Alan o Alán es un nombre masculino de origen Celta y significa hombre apuesto. Los expertos creen que el nombre fue introducido en Inglaterra por los bretones en el siglo XI; más tarde se extendió hacia el norte, Escocia y el oeste, Irlanda. En Irlanda y Escocia existen también versiones gaélicas del nombre que pueden o no estar relacionadas etimológicamente con el nombre introducido por los bretones. Su uso moderno se popularizó a principios del siglo XX en Inglaterra, Francia y Estados Unidos.

## Variantes
- Femenino: Alana.

| Variantes en otros idiomas | Variantes en otros idiomas |
| -------------------------- | -------------------------- |
| Español                    | Alan, Alán                 |
| Inglés                     | Alan                       |
| Francés                    | Alain (afi [alɛ̃])          |
| Alemán                     | Alan                       |
| Italiano                   | Alano                      |
| Portugués                  | Alan                       |
| Otras variaciones          | Halan, Allan               |